# Pseudophallus elcapitanensis
Pseudophallus elcapitanensis es una especie de pez de la familia Syngnathidae en el orden de los Syngnathiformes.